# Peter Göransson
Peter Göransson (* 20. Mai 1969) ist ein ehemaliger schwedischer Skilangläufer.

## Werdegang
Göransson, der für den Åsarna IK startete, lief im März 1994 in Falun sein erstes von insgesamt 14 Weltcupeinzelrennen, das er auf dem 62. Platz über 30 km klassisch beendete. In der Saison 1994/95 kam er bei allen drei Weltcupteilnahmen in die Punkteränge und erreichte mit dem 60. Platz im Gesamtweltcup sein bestes Gesamtergebnis. Im März 1997 errang er mit dem 12. Platz im Sprint in Sunne seine beste Einzelplatzierung im Weltcup. Im folgenden Jahr gewann er den Wasalauf. Seine letzten Weltcuprennen absolvierte er im März 2001 in Falun, die er auf dem 73. Platz über 15 km klassisch und auf den 14. Rang mit der Staffel beendete. Im Februar 2002 wurde er Dritter beim Tartu Maraton.
Bei schwedischen Meisterschaften siegte Göransson in den Jahren 1992 und 1997 mit der Staffel von Åsarna IK.